# Potamanthus
Potamanthus is een geslacht van haften (Ephemeroptera) uit de familie Potamanthidae.

## Soorten
Het geslacht Potamanthus omvat de volgende soorten:
- Potamanthus formosus Eaton, 1892
- Potamanthus huoshanensis Wu, 1987
- Potamanthus idiocerus Bae & McCafferty, 1991
- Potamanthus kwangsiensis Hsu, 1937
- Potamanthus longitibius Bae & McCafferty, 1991
- Potamanthus luteus Linnaeus, 1767
- Potamanthus macrophthalmus You, 1984
- Potamanthus nanchangi Hsu, 1936
- Potamanthus sabahensis Bae & McCafferty, 1990
- Potamanthus sangangensis You, 1984
- Potamanthus subcostalis Navás, 1932
- Potamanthus yooni Bae & McCafferty, 1991
- Potamanthus yunnanensis You, Wu, Gui & Hsu, 1982